# Escut de Llívia

Representació de l'escut de Llívia

L'escut de Llívia no ha estat sotmès a la nova reglamentació sobre els símbols dels ens locals de Catalunya i el seu escut no està inscrit al Registre dels Ens locals de Catalunya.

## Història
Al "Llibre Ferrat" hi figura l'escut original de Llívia de 29 x 20 cm pintat en blau, verd i vermell, representant la població de Llívia arrecerada al peu del puig del mateix nom, coronat pel vell castell protector, al qual s'uneix un camí que puja fins a la fortalesa. Fora del campanar, al costat esquerre apareix un personatge dempeus i barbut, abillat amb una mena de ceptre, acompanyat del nom ERCULES.
L'escut està orlat amb la següent inscripció: LIVIUM OPPIDUM EST INTER PIRENEORUM CONVALLES MONTIUM PROVINCIA CATALONIA ET CERITANIA REGIONIS AB ERCULE LIBICO (Llívia és una plaça forta que es troba a les valls del Pirineu, a les muntanyes de la província de Catalunya i la regió de la Cerdanya, i que descendeix d'Hèrcules líbic).
Segons la llegenda fundacional, al lloc on avui s'aixeca Llívia hi descansà el mític heroi grec Hèrcules, en tornar de l'illa d'Eritia, quan venia de robar els bous de Gerion. Va edificar una ciutat al Pirineu en record de la seva nació: Líbia. És per això que Hèrcules presideix l'escut de la Vila.
L'escut actual, molt similar a l'original, és una versió simplificada de la que apareix al Llibre Ferrat.